# København-Køge-Ringsted-banen
København-Køge-Ringsted-banen, også kaldet Den nye bane København-Ringsted eller blot Ny bane er en dobbeltsporet og elektrificeret jernbane på Sjælland fra København Syd via Køge til Ringsted. Den blev indviet den 31. maj 2019 af H.K.H. Kronprins Frederik og åbnede for almindelig drift dagen efter. Det er Danmarks første højhastighedsjernbane, og med 255,6 km/t opnået af et testtog holder jernbanen hastighedsrekorden for tog i Danmark. Banen er dimensioneret til hastigheder op til 250 km/t, men den højeste tilladte hastighed er dog 200 km/t på hovedparten af strækningen samt 180 km/t ved banens ender og omkring Køge Nord.
Banen kritiseredes ved åbningen for en kun delvis færdiggørelse, der kun muliggjorde en afgang i timen i hver retning, en begrænsning dog blev udbedret inden for kort tid.

## Historie

### To løsningsforslag
Årsagen til anlæggelsen af banen var, at Vestbanen fra København via Roskilde til Ringsted var en flaskehals på det danske jernbanenet. Den nye jernbaneforbindelse har således udvidet kapaciteten betragteligt. Den nye jernbane blev i planlægningsfasen betegnet Nybygningsløsningen.
I marts 2007 vedtog Folketinget projekteringsloven, som fastlagde, at to løsninger skulle undersøges: "Nybygningsløsningen" og "5. sporsløsningen". 
Den 22. oktober 2009 blev der indgået en bred politik aftale om at bygge den nye forbindelse via Køge, og 5. sporsløsningen blev dermed forkastet. Den samlede gennemførelsestid var vurderet til 8 år. Heraf ville anlægsperioden være ca. 5 år. Anlægsloven blev vedtaget den 18. maj 2010.
Formålet med Nybygningsløsningen er at flytte de tog, som ikke betjener den lokale trafik mellem København og Roskilde samt mellem Roskilde og Ringsted, til den nye bane. Dermed kan regionaltogsbetjeningen på den eksisterende jernbane forbedres. København-ringsted banen giver også mulighed for 15 minutters kortere rejse mellem København H og Køge. Løsningen giver i alt en kapacitet på 24 persontog pr. time til København vestfra og rummer dermed en betydelige overkapacitet i forhold til kapaciteten på Københavns Hovedbanegård, som i dag kun har en kapacitet på 17 persontog pr. time.
I forhold til det forkastede alternativ, 5. sporløsningen, var Nybygningsløsningen dyrere. Trafikstyrelsen har anslået omkostningerne til knap 9 mia. kr. for Nybygningsløsningen, mens 5. sporsløsningen kunne være gennemført for knap 4 mia.

### Den offentlige debat
I den offentlige debat blev Nybygningsløsningen generelt betragtet som den mest visionære. F.eks. blev der i et arbejdspapir udarbejdet af Trafikstyrelsen og Vejdirektoratet i forbindelse med Infrastrukturkommissionens arbejde konkluderet:
| Citat | Begge løsninger vil have givet ekstra kapacitet, men kun den nye bane indeholder tilstrækkelig kapacitet på længere sigt, hvorfor en 5. sporsløsning efterfølgende måtte være forventet fulgt op af yderligere spor på strækningerne København – Høje Tåstrup og Roskilde – Ringsted på længere sigt. Den nye bane er en forudsætning for at muliggøre fremtidig højhastighedstogdrift. | Citat |
|       | |       |

DSB var tidligere fortaler for 5. sporsløsningen, men skiftede i forbindelse med offentliggørelsen af Infrastrukturkommissionens rapport holdning og støttede i stedet nybygningsløsningen. DSB's daværende direktør Søren Eriksen så nybygningsløsningen som en del af Europabanen, der skal knytte Stockholm og Hamborg til København på Europas jernbanenet. Hermed lagde Søren Eriksen op til, at nybygningsløsningen skulle efterfølges af en projekt, der indebar en tunnel til tog mellem Helsingborg og Helsingør.
Både regeringen og Socialdemokraterne gik ind for nybygningsløsningen. I regeringens trafikplan, der blev fremlagt i december 2008 stod der:
| Citat | Det er regeringens vurdering, at nybygningsløsningen over Køge vil være den foretrukne model for en kapacitetsforøgelse mellem København og Ringsted. Det er den mest fremtidssikrede løsning, og den har også en bedre samfundsøkonomi end den såkaldte 5. sporsløsning. Nybygningsløsningen er i praksis en forudsætning for realiseringen af Timemodellen. | Citat |
|       | |       |

Beslutningsprocessen om valget af løsning var længe undervejs og blev bl.a. i marts 2006 kritiseret af Arbejdsbevægelsens Erhvervsråd, som skrev:
| Citat | En beslutning om udvidelsen af banekapaciteten København-Ringsted er således blevet udskudt gennem nu snart ni år, mens kapacitetsproblemerne fortsat øges. Derfor haster det med at få truffet en beslutning! | Citat |
|       | |       |

En trafikprofessor kritiserede senere den manglende mulighed for at skifte med Hovedstadens Letbane.

## Den nye jernbane

### Linjeføring
Linjeføringen for den nye jernbane følger i høj grad de eksisterende motorveje. Løsningen medførte, at der skulle bygges omkring 60 km dobbeltspor.. Som en del af den politiske aftale blev tilvalgt en nedgravning af banen i de tæt beboede områder i Valby.
Jernbanen starter ved den eksisterende bane i Vigerslev og går langs Kulbanevej gennem Vigerslevparken, hvor den er ført i en tunnel. Herfra går banen langs med Holbækmotorvejen, først på nordsiden, men allerede ved Brøndbyøstervej går den under motorvejen til sydsiden. Ved Motorvejskryds Ishøj går den videre langs vestsiden af Køge Bugt Motorvejen til Køge.
I Køge umiddelbart nord for Køge Bugt Motorvejens frakørsel 32 er der etableret en ny station med navnet "Køge Nord". Stationen har tilslutning til S-banen Køge Bugt-banen og Lille Syd. Fra Køge følger banen Vestmotorvejen til Kværkeby. Herfra er der to nye spor langs den eksisterende jernbane til Ringsted Station.

### Hastighedsrekord
Den 2. november 2018 satte Banedanmark hastighedsrekord for tog i Danmark på den nye bane mellem Ringsted og Køge Nord, hvor hastigheden nåede op på 255,6 km/t. Rekorden fandt sted som del af en række testkørsler med et tysk/svensk tog bestående af to lokomotiver og tre målevogne, der var stillet til rådighed af henholdsvis DB og Hector Rail.

### Trafik
Ifølge bemærkningerne (pkt. 2) til anlægslovforslaget er jernbanen dimensioneret til 8-9 passagertog og 2-3 godstog i timen i hver retning. Det blev derfor kritiseret ved banens indvielse, at der til at starte med kun var et tog i timen i hver retning.
Pr. 1. juni 2019
Lørdag den 1. juni, dagen efter indvielsen, indsattes de første passagertog i ordinær plandrift på den nye jernbane. Der var tale om 'hurtigtogene' mellem København H, Ringsted og Næstved (Nykøbing F). Togene afgik fra tidlig morgen til sen aften i minuttal 35 fra København H (Køge Nord ankomst minuttal 58) og minuttal 44 fra Ringsted (Køge Nord ankomst minuttal 01). Den begrænsede drift begrundedes i "et midlertidigt problem med signalsystemet", og at man ønskede "en blød start for at sikre, at alt fungerede til perfektion og uden overraskelser".
Pr. 8. juli 2019
Mandag den 8. juli udvidedes betjeningen til to tog i timen i hver retning, da lyntoget ikke længere kørte ad strækningen via Høje Taastrup men i stedet blev omlagt til den nye bane.
Pr. 15. december 2019
Ved overgangen til køreplanen K20 var der tre-fire tog i timen i hver retning, da InterCity-toget mellem København H og Aalborg og InterCitytoget (tidl. EuroCity) mellem København og Hamborg omlagdes til at køre via den nye jernbane. Lyntoget kører ligesom i 2019 ad den nye jernbane men betjener kun København H. Ringsted, Køge Nord og Ny Ellebjerg bevarede fra K20 to afgange i timen via den nye bane men fra K20 i en tilnærmet halvtimesfrekvens.

## Eksterne links
- Banedanmarks hjemmeside for projektet Arkiveret 13. april 2019 hos  Wayback Machine
- Interaktivt kort med linjeføring
- Lov om anlæg af en jernbanestrækning København-Ringsted over Køge - LOV nr. 527 af 26. maj 2010 på retsinformation.dk

|  | Denne artikel kan blive bedre, hvis der indsættes geografiske koordinater Denne artikel omhandler et emne, som har en geografisk lokation. Du kan hjælpe ved at indsætte koordinater i wikidata. |